# Sandis Ozoliņš
Sandis Ozoliņš (* 3. srpna 1972, Riga, Lotyšská SSR, Sovětský svaz) je bývalý lotyšský hokejový obránce.

## Kariéra
Ve svých 18 letech začal hrát v dresu Dynama Riga sovětskou hokejovou ligu. V roce 1991 byl draftován v 2. kole na celkově 30. místě týmem San Jose Sharks. Od počátku sezóny 1991/92 hrál ještě v Rize, ale na její druhou polovinu odešel do USA do nižší ligy IHL. S týmem Kansas City Blades ještě stihl vyhrát ročník 1991/92.
V sezóně 1992/1993 začal hrát v NHL za tým San Jose Sharks, který ho získal již zmíněným draftem. 30. prosince 1992 si však zranil koleno a vynechal kvůli tomu zbytek sezóny. Další sezónu už sehrál celou a připsal si 64 kanadských bodů. V té sezóně si také poprvé zahrál v zápase největších hvězd ligy NHL All-Star Game, ve kterém dal za tým Západní konference 2 góly a zaznamenal 1 asistenci. V sezóně 1994/95, která byla kvůli výluce NHL kratší, se mu už dařilo méně. Kvůli průtahům při podpisu smlouvy se San Jose Sharks nastoupil v sezóně 1995/96 opět v IHL v týmu San Francisco Spiders. Po dohodě za San Jose Sharks v NHL sice nastoupil, odehrál ale jen 7 zápasů. 26. října 1995 byl vyměněn do Colorada Avalanche za Owena Nolana. 
S klubem Colorado Avalanche vyhrál Presidents' Trophy pro nejlepší tým základní části NHL, dále Clarence S. Campbell Bowl pro nejlepší tým Západní konference NHL a nakonec i Stanley Cup. V sezóně 1996/97 byl úspěšný i individuálně - hrál v NHL All-Star Game (3 asistence), po sezóně byl nominován do All-Star týmu sezóny NHL. V sezóně 1997/98 patřil opět k nejlepším ofenzivním obráncům NHL a opět hrál v All-Star Game, stejně jako v sezónách 1999/2000, 2000/01 (1 asistence), 2001/02 (1 asistence).
24. června 2000 byl vyměněn spolu s výběrem ve 2. kole draftu 2000 (Tomáš Kůrka) do týmu Carolina Hurricanes za Nolana Pratta společně s výběry v 1. (Václav Nedorost) a 2. kole (Jared Aulin) draftu 2000 a s výběrem ve 2. kole draftu 2000 (Agris Saviels). 
V sezóně kdy hrál poprvé za Carolinu Hurricanes, byl opět jedním z nejlépe útočících obránců NHL a hrál v NHL All-Star Game v Denveru ve státě Colorado (1 asistence). 
V polovině sezóny 2001/02 ho Carolina Hurricanes vyměnila společně s Byronem Ritchiem do týmu Florida Panthers za Breta Hedicana, Kevyna Adamse a Tomáše Malce. 
V sezóně 2002/2003 opět měnil působiště, když ho Florida vyměnila společně s Lancem Wardem do týmu Mighty Ducks of Anaheim za Pavla Trnku, Matta Cullena a výběr ve 4. kole draftu 2003 (James Pemberton).
V té sezoně také hrál naposledy v NHL All-Star Game. Celkem sehrál 7 zápasů All-Star Game, ve kterých zaznamenal 8 kanadských bodů za 2 góly a 6 asistencí. 
19. prosince 2003 si zranil rameno a vynechal většinu sezóny 2003/04. K častým zraněním se v této době přidaly i problémy s alkoholem. 30. prosince 2005 nastoupil léčbu závislosti.
V roce 2006 byl vyměněn z Anaheimu do New York Rangers za 3. kolo draftu (John DeGray). 
V květnu 2006 byl přistižen policejní kontrolou poblíž New Yorku při řízení pod vlivem alkoholu. 
3. října 2006 si zranil koleno a chyběl podstatnou část sezóny 2006/07. 19. října 2007 podepsal smlouvu s týmem Worcester Sharks, hrajícím nižší severoamerickou ligu AHL, kde hrál pouze ve 2 zápasech. 2. listopadu 2007 podepsal smlouvu se San Jose Sharks, kde svoji kariéru v NHL začínal. 
Po sezóně 2007/08 se stal tzv. volným agentem (hráčem bez smlouvy).

### Kontinentální hokejová liga
Poté, co vynechal sezónu 2008/09, před kterou oznámil ukončení kariéry, podepsal roční smlouvu s lotyšským týmem Dinamo Riga, který hrál ve východoevropské KHL. V týmu ihned převzal roli kapitána a stal se hvězdou a ikonou týmu. V týmu dvakrát prodloužil smlouvu a po třech sezónách, ve kterých hrál pokaždé v utkání hvězd, podepsal smlouvu v novém angažmá s týmem Atlant Mytišči. I zde převzal roli kapitána. Po roce se vrátil zpět do Rigy, kde po sezóně 2013/14 ukončil svojí bohatou kariéru.

### Reprezentace
V roce 1991 hrál za Sovětský svaz na MS juniorů, kde získal stříbrnou medaili. Na MS juniorů 1992 získal mistrovský titul. Během turnaje došlo k rozpadu SSSR a tým se přejmenoval na Společenství nezávislých států. Ozoliņš a Sergej Žoltoks pocházeli z Lotyšska, které se členem SNS nestalo. To vedlo k protestům dalších týmů, ty ale byly zamítnuty.
Za samostatné Lotyšsko hrál poprvé na MS 2001 v Německu. Lotyšsko se 13. místem udrželo v elitní skupině MS, Ozoliņš týmu přispěl 6 asistencemi.
Na ZOH 2002 v Salt Lake City hrál pouze v jediném zápase (zaznamenal v něm 4 asistence). V témže roce se zúčastnil i MS ve Švédsku. 
Během výluky NHL v roce 2004 nastoupil v kvalifikaci na ZOH 2006. Lotyšsko postoupilo, Ozoliņš hrál i v hlavním turnaji v Turíně.
Po přistižení při řízení pro vlivem alkoholu oznámil trenérovi lotyšské reprezentace, že ukončil kariéru. Toto tvrzení však vzal později zpět.
V roce 2013 se za Lotyšsko zúčastnil kvalifikace na ZOH 2014. Ta se týmu povedla a dostali se na turnaj. Také toho se Ozoliņš zúčastnil. Při zahajovacím ceremoniálu v Soči se stal vlajkonošem lotyšského týmu. Stal se kapitánem týmu a i přesto, že vyšel bodově naprázdno, tak nechal dobrý dojem.

## Individuální úspěchy
- 1994, 1997, 1998, 2000, 2001, 2002, 2003 - hrál v NHL All-Star Game
- 1996/97 - nominace v 1. All-Star Teamu sezóny.
- 2010, 2011, 2012, 2014 - Utkání hvězd KHL
- 2010/11 - Obránce měsíce KHL v září 2010
- 2010/11 - 1. All-Star Team KHL
- 2010/11 - Zlatá přilba (KHL)
- 2012 - All-Star Team Spengler Cupu

## Týmové úspěchy
- MS juniorů 1991 - 2. místo
- MS juniorů 1992 - 1. místo
- IHL 1991/92 - titul
- NHL 1995/96 - zisk Stanley cupu (Colorado Avalanche)
- NHL 1995/96 - Clarence S. Campbell Bowl (Colorado Avalanche)
- NHL 1996/97 - Presidents' Trophy (Colorado Avalanche)
- NHL 2002/03 - Clarence S. Campbell Bowl (Mighty Ducks of Anaheim)

## Prvenství
- Debut v NHL – 8. října 1992 (San Jose Sharks proti Winnipeg Jets)
- První asistence v NHL – 8. října 1992 (San Jose Sharks proti Winnipeg Jets)
- První gól v NHL – 28. října 1992 (Detroit Red Wings proti San Jose Sharks, kanadskému brankáři Vincent Riendeau)
- První hattrick v NHL – 6. prosince 1999 (Colorado Avalanche proti Vancouver Canucks)

## Klubová statistika
| Sezóna             | Klub                    | Soutěž             |     | Základní část | Základní část | Základní část | Základní část | Základní část |    | Play off | Play off | Play off | Play off | Play off |
| Sezóna             | Klub                    | Soutěž             | Z   | G             | A             | B             | TM            | Z             | G  | A        | B        | TM       |          |          |
| 1990/1991          | Dynamo Riga             | SSSR               | 44  | 0             | 3             | 3             | 51            | —             | —  | —        | —        | —        |          |          |
| 1990/1991          | RShVSM-Energo Riga      | SSSR 3             | 11  | 3             | -             | -             | -             | —             | —  | —        | —        | —        |          |          |
| 1990/1991          | Dynamo Riga             | Př.-Tour           | 1   | 0             | 0             | 0             | 0             | —             | —  | —        | —        | —        |          |          |
| 1991/1992          | Hvězdy Riga             | SNS                | 30  | 6             | 0             | 6             | 42            | —             | —  | —        | —        | —        |          |          |
| 1991/1992          | Kansas City Blades      | IHL                | 34  | 6             | 9             | 15            | 20            | 15            | 2  | 5        | 7        | 22       |          |          |
| 1992/1993          | San Jose Sharks         | NHL                | 37  | 7             | 16            | 23            | 40            | —             | —  | —        | —        | —        |          |          |
| 1993/1994          | San Jose Sharks         | NHL                | 81  | 26            | 38            | 64            | 24            | 14            | 0  | 10       | 10       | 8        |          |          |
| 1994/1995          | San Jose Sharks         | NHL                | 48  | 9             | 16            | 25            | 30            | 11            | 3  | 2        | 5        | 6        |          |          |
| 1995/1996          | San Francisco Spiders   | IHL                | 2   | 1             | 0             | 1             | 0             | —             | —  | —        | —        | —        |          |          |
| 1995/1996          | San Jose Sharks         | NHL                | 7   | 1             | 3             | 4             | 4             | —             | —  | —        | —        | —        |          |          |
| 1995/1996          | Colorado Avalanche      | NHL                | 66  | 13            | 37            | 50            | 50            | 22            | 5  | 14       | 19       | 16       |          |          |
| 1996/1997          | Colorado Avalanche      | NHL                | 80  | 23            | 45            | 68            | 88            | 17            | 4  | 13       | 17       | 24       |          |          |
| 1997/1998          | Colorado Avalanche      | NHL                | 66  | 13            | 38            | 51            | 65            | 7             | 0  | 7        | 7        | 14       |          |          |
| 1998/1999          | Colorado Avalanche      | NHL                | 39  | 7             | 25            | 32            | 22            | 19            | 4  | 8        | 12       | 22       |          |          |
| 1999/2000          | Colorado Avalanche      | NHL                | 82  | 16            | 36            | 52            | 46            | 17            | 5  | 5        | 10       | 20       |          |          |
| 2000/2001          | Carolina Hurricanes     | NHL                | 72  | 12            | 32            | 44            | 71            | 6             | 0  | 2        | 2        | 5        |          |          |
| 2001/2002          | Carolina Hurricanes     | NHL                | 46  | 4             | 19            | 23            | 34            | —             | —  | —        | —        | —        |          |          |
| 2001/2002          | Florida Panthers        | NHL                | 37  | 10            | 19            | 29            | 24            | —             | —  | —        | —        | —        |          |          |
| 2002/2003          | Florida Panthers        | NHL                | 51  | 7             | 19            | 26            | 40            | —             | —  | —        | —        | —        |          |          |
| 2002/2003          | Mighty Ducks of Anaheim | NHL                | 31  | 5             | 13            | 18            | 16            | 21            | 2  | 6        | 8        | 10       |          |          |
| 2003/2004          | Mighty Ducks of Anaheim | NHL                | 36  | 5             | 11            | 16            | 24            | —             | —  | —        | —        | —        |          |          |
| 2005/2006          | Mighty Ducks of Anaheim | NHL                | 17  | 3             | 3             | 6             | 8             | —             | —  | —        | —        | —        |          |          |
| 2005/2006          | New York Rangers        | NHL                | 14  | 2             | 10            | 12            | 12            | 3             | 0  | 0        | 0        | 6        |          |          |
| 2006/2007          | New York Rangers        | NHL                | 21  | 0             | 3             | 3             | 8             | —             | —  | —        | —        | —        |          |          |
| 2007/2008          | San Jose Sharks         | NHL                | 38  | 3             | 13            | 16            | 24            | —             | —  | —        | —        | —        |          |          |
| 2007/2008          | Worcester Sharks        | AHL                | 2   | 0             | 1             | 1             | 0             | —             | —  | —        | —        | —        |          |          |
| 2009/2010          | Dinamo Riga             | KHL                | 43  | 6             | 18            | 24            | 109           | 6             | 0  | 3        | 3        | 24       |          |          |
| 2010/2011          | Dinamo Riga             | KHL                | 41  | 5             | 26            | 31            | 62            | 11            | 0  | 7        | 7        | 12       |          |          |
| 2011/2012          | Dinamo Riga             | KHL                | 50  | 10            | 10            | 20            | 28            | 7             | 1  | 1        | 2        | 2        |          |          |
| 2012/2013          | Atlant Mytišči          | KHL                | 42  | 2             | 18            | 20            | 26            | 5             | 0  | 1        | 1        | 2        |          |          |
| 2013/2014          | Dinamo Riga             | KHL                | 48  | 5             | 17            | 22            | 46            | 7             | 0  | 2        | 2        | 24       |          |          |
| SSSR (SNS) celkově | SSSR (SNS) celkově      | SSSR (SNS) celkově | 74  | 6             | 3             | 9             | 93            | —             | —  | —        | —        | —        |          |          |
| IHL celkově        | IHL celkově             | IHL celkově        | 36  | 7             | 9             | 16            | 20            | 15            | 2  | 5        | 7        | 22       |          |          |
| NHL celkově        | NHL celkově             | NHL celkově        | 875 | 167           | 397           | 564           | 638           | 137           | 23 | 67       | 90       | 131      |          |          |
| AHL celkově        | AHL celkově             | AHL celkově        | 2   | 0             | 1             | 1             | 0             | —             | —  | —        | —        | —        |          |          |
| KHL celkově        | KHL celkově             | KHL celkově        | 224 | 28            | 89            | 117           | 271           | 36            | 1  | 14       | 15       | 64       |          |          |

## Reprezentace
| Rok                    | Tým                    | Soutěž                 | Z  | G | A | B | TM |
| ---------------------- | ---------------------- | ---------------------- | -- | - | - | - | -- |
| 1992                   | SSSR/SNS 20            | MSJ                    | 7  | 1 | 5 | 6 | 4  |
| 2001                   | Lotyšsko               | MS                     | 6  | 0 | 5 | 5 | 2  |
| 2002                   | Lotyšsko               | ZOH                    | 1  | 0 | 4 | 4 | 0  |
| 2002                   | Lotyšsko               | MS                     | 6  | 2 | 1 | 3 | 12 |
| 2005                   | Lotyšsko               | ZOH kval.              | 3  | 0 | 1 | 1 | 4  |
| 2006                   | Lotyšsko               | ZOH                    | 5  | 1 | 3 | 4 | 2  |
| 2013                   | Lotyšsko               | ZOH kval.              | 3  | 0 | 0 | 0 | 2  |
| 2014                   | Lotyšsko               | ZOH                    | 5  | 0 | 0 | 0 | 8  |
| Juniorská reprezentace | Juniorská reprezentace | Juniorská reprezentace | 14 | 2 | 7 | 9 | 10 |
| Seniorská reprezentace | Seniorská reprezentace | Seniorská reprezentace | 20 | 2 | 6 | 8 | 24 |